# محافظة يانغدوك
محافظة يانغدوك هي محافظة تقع في بيونغان الجنوبية، كوريا الشمالية.